# Chiesa cattolica in Zambia
La Chiesa cattolica in Zambia è parte della Chiesa cattolica universale in comunione con il vescovo di Roma, il papa.

## Storia
La Chiesa cattolica compare nello Zambia alla fine dell'Ottocento. La parte settentrionale del Paese è evangelizzata dai Padri Bianchi a partire dal 1889, mentre il centro ed il sud vedono all'opera i missionari Gesuiti dal 1910. Nel 1889 fu eretta la prefettura apostolica di Nyassaland, che comprendeva la parte nord dell'odierno Malawi e la parte nord dello Zambia (all'epoca Rhodesia del Nord). Nel 1913 fu eretto il vicariato apostolico di Banguelo (di Kasama dal 1952). Nel sud del Paese fu eretta nel 1879 la missione dello Zambesi, che comprendeva i territori degli odierni Zimbabwe e Zambia; fu affidata ai Gesuiti ed eretta a prefettura apostolica nel 1915. Dal 1959 è stata eretta la provincia ecclesiastica della Rhodesia del Nord, che con l'indipendenza nel 1964 assume il nome di Zambia. Nel 1989 la Chiesa cattolica nello Zambia riceve la visita pastorale di papa Giovanni Paolo II.

## Organizzazione ecclesiastica
La Chiesa cattolica è presente sul territorio con 3 sedi metropolitane e 8 diocesi suffraganee:
1. Arcidiocesi di Lusaka, da cui dipendono le diocesi di Chipata, Livingstone, Mongu e Monze;
2. Arcidiocesi di Kasama, da cui dipendono le diocesi di Mansa e Mpika;
3. Arcidiocesi di Ndola, da cui dipendono le diocesi di Kabwe e Solwezi.

## Statistiche
La Chiesa cattolica in Zambia al termine dell'anno 2007 su una popolazione di 12.767.000 persone contava 3.794.016 battezzati, corrispondenti al 29,7% del totale. Inoltre gestiva 209 istituti scolastici e 206 istituti di beneficenza.
| anno | popolazione | popolazione | popolazione | presbiteri | presbiteri | presbiteri | presbiteri                | diaconi | religiosi | religiosi | parrocchie |
| anno | battezzati  | totale      | %           | numero     | secolari   | regolari   | battezzati per presbitero | diaconi | uomini    | donne     | parrocchie |
| ---- | ----------- | ----------- | ----------- | ---------- | ---------- | ---------- | ------------------------- | ------- | --------- | --------- | ---------- |
| 2007 | 3.794.016   | 12.767.000  | 29,7        | 726        | 329        | 397        | 5.225                     | 36      | 750       | 1.774     | 280        |

## Nunziatura apostolica
La nunziatura apostolica in Zambia è stata istituita il 27 ottobre 1965 con il breve Africae gentes di papa Paolo VI, e ha sede nella città di Lusaka.

### Pro-nunzi apostolici
- Alfredo Poledrini, arcivescovo titolare di Vazari (27 ottobre 1965 - 20 settembre 1970 nominato pro-nunzio apostolico in Lesotho e delegato apostolico in Sudafrica)
- Luciano Angeloni, arcivescovo titolare di Vibo Valentia (24 dicembre 1970 - 25 novembre 1978 nominato pro-nunzio apostolico in Corea)
- Giorgio Zur, arcivescovo titolare di Sesta (5 febbraio 1979 - 3 maggio 1985 nominato nunzio apostolico in Paraguay)
- Eugenio Sbarbaro, arcivescovo titolare di Tiddi (14 settembre 1985 - 7 febbraio 1991 nominato nunzio apostolico in Trinidad e Tobago e pro-nunzio apostolico nelle Bahamas, a Barbados, in Dominica, in Giamaica, a Grenada, a Saint Vincent e Grenadine, a Saint Lucia e ad Antigua e Barbuda e delegato apostolico nelle Antille)

### Nunzi apostolici
- Giuseppe Leanza, arcivescovo titolare di Lilibeo (4 giugno 1991 - 29 aprile 1999 nominato nunzio apostolico in Bosnia ed Erzegovina)
- Orlando Antonini, arcivescovo titolare di Formia (24 luglio 1999 - 16 novembre 2005 nominato nunzio apostolico in Paraguay)
- Nicola Girasoli, arcivescovo titolare di Egnazia Appula (24 gennaio 2006 - 29 ottobre 2011 nominato nunzio apostolico ad Antigua e Barbuda, nelle Bahamas, in Dominica, in Giamaica, a Grenada, a Saint Kitts e Nevis, a Saint Lucia, a Saint Vincent e Grenadine, in Suriname e Guyana e delegato apostolico nelle Antille)
- Julio Murat, arcivescovo titolare di Orange (27 gennaio 2012 - 24 marzo 2018 nominato nunzio apostolico in Camerun)
- Gianfranco Gallone, arcivescovo titolare di Mottola (2 febbraio 2019 - 3 gennaio 2023 nominato nunzio apostolico in Uruguay)
- Gian Luca Perici, arcivescovo titolare di Bolsena, dal 5 giugno 2023

## Conferenza episcopale
L'episcopato locale costituisce la Conferenza episcopale dello Zambia (Zambia Episcopal Conference, ZEC), istituita nel 1965. Gli statuti della Conferenza sono stati approvati dalla Santa Sede il 2 aprile 1984.
La ZEC è membro della Association of Member Episcopal Conferences in Eastern Africa (AMECEA) e del Symposium of Episcopal Conferences of Africa and Madagascar (SECAM).
Elenco dei presidenti della Conferenza episcopale:
- Adam Kozłowiecki, arcivescovo di Lusaka (1966 - 1969)
- James Corboy, vescovo di Monze (1969 - 1972)
- Medardo Joseph Mazombwe, vescovo di Chipata (1972 - 1975)
- Elias White Mutale, arcivescovo di Kasama (1975 - 1977)
- Dennis Harold De Jong, vescovo di Ndola (1977 - 1984)
- James Spaita, vescovo di Mansa (1984 - 1988)
- Medardo Joseph Mazombwe, vescovo di Chipata (1988 - 1990)
- Dennis Harold De Jong, vescovo di Ndola (1990 - 1993)
- Telesphore George Mpundu, vescovo di Mpika (1993 - 1999)
- Medardo Joseph Mazombwe, arcivescovo di Lusaka (1999 - 2002)
- Telesphore George Mpundu, vescovo di Mpika e poi arcivescovo di Lusaka (2002 - febbraio 2008)
- George Cosmas Zumaire Lungu, vescovo di Chipata (febbraio 2008 - 2011)
- Ignatius Chama, vescovo di Mpika e poi arcivescovo di Kasama (2011 - luglio 2014)
- Telesphore George Mpundu, arcivescovo di Lusaka (luglio 2014 - 12 aprile 2018)
- George Cosmas Zumaire Lungu, vescovo di Chipata (12 aprile 2018 - 4 maggio 2021)
- Ignatius Chama, arcivescovo di Kasama, dal 4 maggio 2021

Elenco dei vicepresidenti della Conferenza episcopale:
- Alick Banda, vescovo di Ndola e poi arcivescovo di Lusaka (luglio 2014 - 12 aprile 2018)
- George Cosmas Zumaire Lungu, vescovo di Chipata (11 novembre 2017 - 12 aprile 2018)
- Ignatius Chama, arcivescovo di Kasama (12 aprile 2018 - 4 maggio 2021)
- Charles Joseph Sampa Kasonde, vescovo di Solwezi, dal 4 maggio 2021

Elenco dei segretari generali della Conferenza episcopale:
- Presbitero Joseph Komakoma (? - 2012)
- Presbitero Cleophas Lungu, dal 2012